# Grimselita
La grimselita és un mineral de la classe dels carbonats. Rep el seu nom de l'àrea de Grimsel, a Suïssa, a on es troba la seva localitat tipus.

## Característiques
La grimselita és un carbonat de fórmula química K₃Na(UO₂)(CO₃)₃(H₂O). Va ser aprovada com a espècie vàlida per l'Associació Mineralògica Internacional l'any 1971. Cristal·litza en el sistema hexagonal.
Segons la classificació de Nickel-Strunz, la grimselita pertany a «02.ED: Uranil carbonats, amb relació UO₂:CO₃ = 1:3» juntament amb els següents minerals: bayleyita, swartzita, albrechtschraufita, liebigita, rabbittita, andersonita, widenmannita, znucalita, čejkaïta i agricolaïta.

## Formació i jaciments
Va ser descoberta al túnel Gerstenegg-Sommerloch, a l'àrea de Grimsel, a la vall d'Hasli del cantó de Berna (Suïssa). També ha estat descrita a les mines Rovnost i Svornost, ambdues a Jáchymov, a la República Txeca. Es tracta dels únics indrets on ha estat trobada aquesta espècie mineral.